# Cankuzo (provins)
Cankuzo är en av Burundis 18 provinser. Provinsen ligger i östra delen av Burundi och har en yta av 1 965 km². Huvudorten är Cankuzo. 